# Cortland (jabłoń)

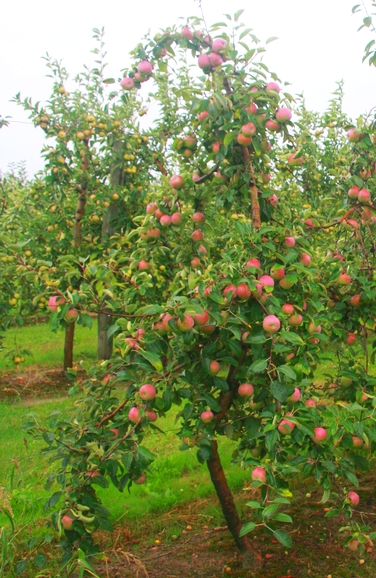
Cortland Krótkopędowy

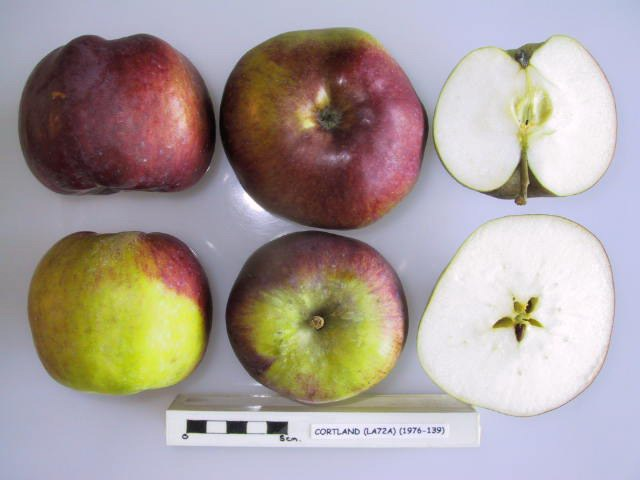
Owoce

Jabłoń domowa 'Cortland' – odmiana uprawna (kultywar) jabłoni domowej (Malus domestica ‘Cortland’), należąca do odmian późnozimowych. Odmiana została otrzymana w stacji doświadczalnej Cornell University ‘Geneva’ w USA w roku 1898 poprzez skrzyżowanie odmian 'McIntosh' i Ben Davies. Nazwę otrzymała i do produkcji weszła w 1915 roku
. Do chwili obecnej bardzo popularna w Stanach Zjednoczonych, a szczególnie w stanie Nowy Jork. Do Polski sprowadzona w latach 70. XX wieku, kiedyś bardzo popularna, obecnie uprawiana rzadziej, głównie w starych sadach i w ogródkach działkowych.
Ze względu na wrażliwość na parcha jabłoni oraz nieprzydatność do transportu nie jest zalecana do nowych nasadzeń. Do Rejestru Odmian prowadzonego przez Centralny Ośrodek Badania Odmian Roślin Uprawnych wpisana w 1990 roku.

## Morfologia
PokrójDrzewo rośnie średnio silnie, tworzy koronę kulistą, z charakterystycznie zwisającymi pędami w znacznej części ogołoconymi z krótkopędów i liści. Owocuje głównie na długopędach, a szczególnie na jego końcach. Wymaga umiejętnego cięcia prześwietlającego i odmładzającego.
OwocŚredniej wielkości lub duży. Mniejsze mają kształt kulisto-baryłkowaty, większe są spłaszczone, lecz wszystkie są symetryczne. Skórka jest mocna, gładka, tłusta, pokryta w ponad połowie karminowym, lekko smużkowatym rumieńcem. Przetchlinki są liczne, wyraźne, zielonkawe. Szypułka jest krótka, a zagłębienie szypułkowe ma charakterystyczną zielono-trawiastą barwę, nawet przy pełnej dojrzałości. Kielich zamknięty, a zagłębienie kielichowe płytkie i lekko pokarbowane. Miąższ jest biały, drobnoziarnisty, bardzo soczysty, delikatny kwaskowaty, aromatyczny i bardzo smaczny. Owoc jest bardzo podatny na uszkodzenia mechaniczne.

## Rozwój
W okres owocowania wchodzi wcześnie, na ogół w 3–4 roku po posadzeniu. Jest odmianą plonującą regularnie i dość obficie, pomimo pozornie słabego kwitnienia. Ma tendencję do opadania przed zbiorem (krótka szypułka). Kwitnie średnio wcześnie, w okresie masowego kwitnienia jabłoni, przez co jest dobrym zapylaczem dla wielu odmian. Dobrymi zapylaczami dla Cortlanda są: Oliwka Żółta, Antonówka Zwykła, Lobo, Paulared, Wealthy, Golden Delicious, Idared, Koksa Pomarańczowa, McIntosh, Spartan.

## Uprawa
PielęgnacjaNajwiększe nakłady pracy przy tej odmianie są ponoszone na ochronę przed chorobami i umiejętnym cięciu. Owoce ze względu na ich podatność na uszkodzenia mechaniczne należy zbierać i sortować bardzo ostrożnie.
Owocowanie i przechowywanieW warunkach polskich dojrzałość zbiorczą osiąga w III dekadzie września, lecz jeszcze przed osiągnięciem dojrzałości zbiorczej wykazują skłonność do opadania, głównie ze względu na krótką szypułkę. Z tego względu zawiązki owoców należy przerzedzać likwidując część zawiązków, tak aby z jednego kwiatostanu pozostało nie więcej niż dwa owoce. Skłonność do opadania powoduje także, że okres zbioru jest stosunkowo krótki. Dojrzałość konsumpcyjną owoce osiągają na początku listopada. Odmiana ma dosyć dobrą zdolność przechowalniczą, w zwykłej chłodni można ją przechować do połowy lutego, a w chłodni z atmosferą kontrolowaną do końca kwietnia. Najlepiej przechowują się owoce średniej wielkości, gdyż duże mogą chorować na gorzką plamistość podskórną, która jest chorobą fizjologiczną. Zapobiega się jej stosując w czasie wegetacji sole lub preparaty wapniowe. Owoce zbyt długo przechowywane mogą opanowywać także inne choroby fizjologiczne: oparzelina powierzchniowa i zbrunatnienie przygniezdne.

## Zdrowotność
Cortland jest odmianą o bardzo dużej wytrzymałości na mróz, a także jest niewybredna co do gleby. Jest jednak, ze względu na pochodzenie, odmianą o dużej wrażliwości na parcha jabłoni, oraz bardzo łatwo ulegającą mączniakowi jabłoni. Ze względu na konieczność ochrony chemicznej nie powinno się dopuszczać do zbytniego zagęszczania koron a najlepszymi podkładkami są silnie skarlające. Na starszych drzewach może się pojawiać leukostomoza i dlatego należy regularnie likwidować źródła infekcji w sadzie poprzez usuwanie porażonych organów drzewa.

## Odmiany pochodne i sporty
Odmiana Cortland posłużyła do wyhodowania wielu popularnych odmian jabłoni. Otrzymaną w Polsce odmianą jest Delikates powstały ze skrzyżowania odmian ‘James Grieve’ i ‘Cortland’.
Wyselekcjonowano także sporty różniące się od odmiany wyjściowej wybarwieniem. W Polsce takim mutantem będącym w uprawie jest Redcort oraz Cortland Wicki. Są także klony różniące się charakterem wzrostu, jak np. Cortland Krótkopędowy, charakteryzujący się bardzo słabym wzrostem z równoczesnym tworzeniem dużej ilości krótkopędów.